# Палашев лист
„Палашев лист“ е български вестник, излязал само в 1 брой през декември 1938 година в София, България.
Вестникът излиза по случай 15-годишнината от смъртта на основателя на списание „Картинна галерия за деца и юноши“ Георги Палашев. Уредник е А. Григоров. Печата се в печатница „Доверие“ в 3000 тираж. Съдържа сведения за Палашев и е рекламен лист за подновяването на излизането на „Картинна галерия“.